# Вождовац (градска община)
Община Вождовац (на сръбски: Општина Вождовац) е градска община в Централна Сърбия, Град Белград. Заема площ от 148 км2.

## Население
Според преброяването от 2002 година населението на общината възлиза на 151 768 души.
Етнически състав:
- сърби – 138 528 души (91,28%)
- черногорци – 1879 души (1,24%)
- югославяни – 1740 души (1,15%)
- македонци – 902 души (0,59%)
- цигани – 820 души (0,54%)
- хървати – 810 души (0,53%)
- българи – 85 души (0,07%)
- други – 7489 души (4,60%)

## Селища
Община Вождовац е съставена от квартали на Белград и 12 селища.
Селища:
- Бели поток
- Бубан поток
- Гай
- Зуце
- Яйинци
- Кумодраж
- Пиносава
- Пърнавор
- Раковица
- Рипан
- Степин луг
- Шупля стена